# San Mauro di Saline

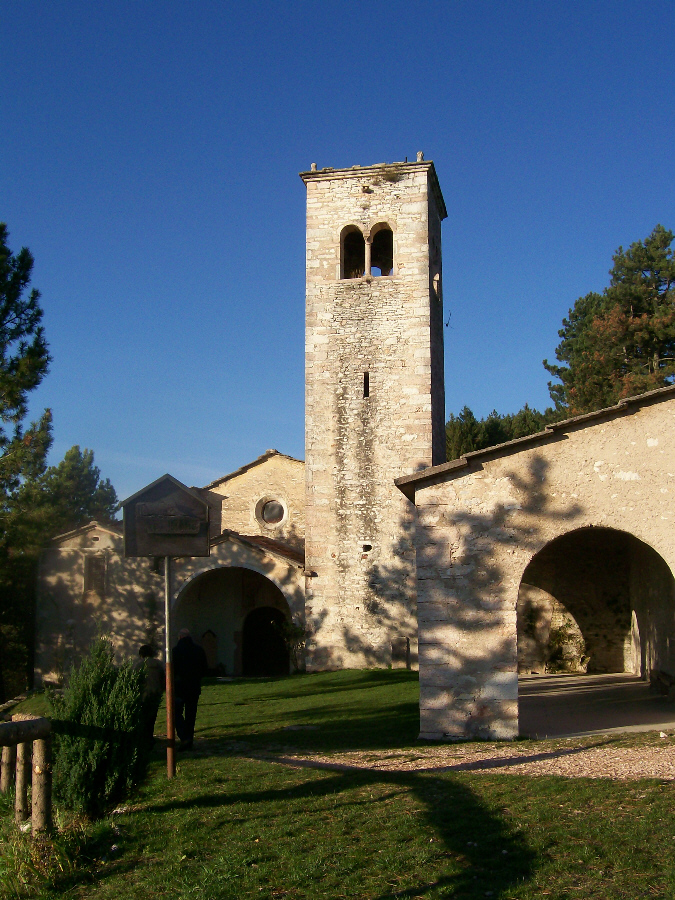
Leonhardkirche in San Mauro di Saline

San Mauro di Saline  (deutsch: Sankt Moritz) ist eine nordostitalienische Gemeinde (comune) mit 596 Einwohnern (Stand 31. Dezember 2023) in der Provinz Verona in Venetien. Die Gemeinde liegt etwa 17 Kilometer nordöstlich von Verona und gehört zur Comunità montana della Lessinia. Sie ist Teil der dreizehn Gemeinden – der zimbrischen Sprachinsel.

## Persönlichkeiten
- Maffeo Giovanni Ducoli (1918–2012), Bischof von Belluno-Feltre

## Wirtschaft und Verkehr
Im Gemeindegebiet wird Valpolicella, Amarone della Valpolicella und Recioto angebaut.